# Philip Pilkington
Philip Pilkington, né en 1949, est un peintre anglais d'art conceptuel ayant fait partie du collectif Art and Language.

## Biographie
Il est un peintre de techniques mixtes et d'art d'installation. Il fait partie du collectif Art and Language.

## Œuvres
Liste non-exhaustive de ses peintures: 
- Dialectical Materialism, impression sur papier, avec Michael Baldwin, 1975, Tate[2] ;
- Reclining Female Nude, peinture à l'huile sur toile, 143 × 173 cm, 1977, Université de Dundee[3].